# ليون إدواردز
ليون إدواردز (بالإنجليزية: Leon Edwards؛ مواليد 25 أغسطس 1991) هو مُقاتل فنون قتالية مختلطة إنجليزي. يُنافس حاليًا في فئة وزن الوسط في يو إف سي. مُنافس محترف منذ عام 2011، كان إدواردز يُنافس سابقًا في الجمعية البريطانية لفنون القتال المختلطة، حيث كان بطل وزن الوسط. اعتبارًا من 2 يوليو 2024، احتل المرتبة الرابعة في تصنيف يو إف سي لأفضل المقاتلين في جميع الأوزان.

## الخلفية
ولد إدواردز في كينغستون، جامايكا، وعاش مع والديه وشقيقه في منزل من غرفة واحدة. كبر، كان محاطًا بالجريمة، وكان والده متورطًا في ما وصفه بـ«أنشطة مشكوك فيها». انتقل إدواردز إلى منطقة أستون في برمنغهام، إنجلترا في سن التاسعة، وأصيب والده بالرصاص في ملهى ليلي في لندن عندما كان إدواردز في الثالثة عشرة من عمره. ثم شارك في نشاط إجرامي مثل الاتجار بالمخدرات، وقتال الشوارع، وحيازة السكاكين مع دائرته الاجتماعية، لكنه تمكن من الخروج من أسلوب حياته في سن 17، عندما جعلته والدته ينضم إلى نادي للفنون القتالية المختلطة.

## مسيرته في فنون القتال المختلطة

### مسيرته المبكرة
بدأ إدواردز مسيرته القتالية الاحترافية في عام 2010، حيث ظهر لأول مرة كهاوي في بوشيدو التحدي 2 - فجر جديد. قاتل إدواردز كارل بوث، وفاز عن طريق إخضاع الذراع في الجولة الثانية.

### الجمعية البريطانية لفنون القتال المختلطة
ثم وقع إدواردز عقدًا مع الجمعية البريطانية لفنون القتال المختلطة. ظهر لأول مرة في المنظمة ضد داميان زلوتنيكي، وفاز بالضربة الفنية القاضية في الجولة الأولى. خاض نزالين أخريين في المنظمة، حيث فاز ضد باول زويفكا وخسر ضد ديلروي ماكدويل عن طريق الإقصاء بسبب الركبة غير القانونية.

### ما بعد الجمعية البريطانية لفنون القتال المختلطة
حصل إدواردز على سجل 2–1 بعد خروجه من ما بعد الجمعية البريطانية لفنون القتال المختلطة. ثم قاتل كريج وايت في القوة والشرف 14، وفاز بقرار الحكام. ثم ذهب إدواردز للقتال من أجل «الجمعية البريطانية لفنون القتال المختلطة» وحصل فيها على سجل 5–0. خلال فترة قتاله مع الجمعية البريطانية البريطانية لفنون القتال المختلطة، فاز ببطولة وزن الوسط ضد واين موري ودافع عنها مرة واحدة ضد شون تايلور في نزاله الأخيرة مع الجمعية البريطانية لفنون القتال المختلطة قبل ذهابه إلى يو إف سي.

### يو إف سي
ظهر إدواردز لأول مرة له في المنظمة ضد كلاوديو سيلفا في 8 نوفمبر 2014 في يو إف سي ليلة القتال: شوغون ضد سانت بريوكس. لقد هُزم بقرار منقسم.

#### بطولة يو إف سي لوزن الوسط
أعاد إدواردز نزاله ضد كامارو عثمان في 20 أغسطس 2022 في يو إف سي 278 عن بطولة يو إف سي لوزن الوسط. بعد حصوله على جولة أولى ناجحة وكافح من أجل الأربعة التالية، فاز إدواردز بالنزال واللقب عن طريق الضربة القاضية في الجولة الخامسة، وحصل على بطولة يو إف سي لوزن الوسط. أكسبه الفوز مكافأة أداء الليلة. يعتبر الكثيرون هذا الانتصار أحد أفضل الضربات القاضية على الإطلاق، فضلاً عن كونه أحد أفضل العودات التي تم تحقيقها على الإطلاق في تاريخ الرياضات القتالية.
وقع النزال الثالث بين إدواردز وعثمان في 18 مارس 2023، في يو إف سي 286. مع خصم نقطة في الجولة الثالثة بسبب تمسكه بالسياج لمنع الإسقاط، فاز بالمباراة بقرار الأغلبية. بصرف النظر عن تمسكه بالسياج، تم الثناء على إدواردز لإظهاره تحسنًا ملحوظًا من اللقاء الثاني مع عثمان، حيث دافع عن 11 من محاولات إسقاط الخمسة عشر لعثمان وتفوق على عثمان على قدميه في معظم أوقات النزال.
في دفاعه الثاني عن لقبه، واجه إدواردز كولبي كوفنغتون في 16 ديسمبر 2023 في الحدث الرئيسي لحدث يو إف سي 296. وفاز بالقتال بقرار الحكام بالإجماع.
في محاولته الثالثة للدفاع عن لقبه، واجه إدواردز بلال محمد مرة أخرى في نزال العودة في 27 يوليو 2024 في الحدث الرئيسي لحدث يو إف سي 304. بعد أن تم إسقاطه عدة مرات خلال النزال، خسر البطولة بقرار الحكام بالإجماع، وكان أول نزال يخسرهامنذ تسع سنوات.

## حياته الشخصية
نشأ ليون في أستون، برمنغهام، إنجلترا، لكنه في الأصل من كينغستون، جامايكا. بدأ التدريب في فنون القتال المختلطة عندما كان في السابعة عشرة من عمره. أطلق عليه أصدقاؤه في المدرسة لقب روكي. شقيقه، فابيان، هو أيضًا مُقاتل فنون قتالية مختلطة في بيلاتور.

## البطولات والإنجازات

### فنون القتال المختلطة
- يو إف سي
  - بطولة يو إف سي لوزن الوسط (مرة واحدة؛ الحالي)
    - دفاع واحد ناجح عن اللقب

  - أول بطل جامايكي المولد في تاريخ يو إف سي
  - أداء الليلة (مرتين) ضد سيث باتشينسكي[24] وكامارو عثمان[13]
  - سادس أسرع إنهاء في تاريخ يو إف سي ضد سيث باتشينسكي (8 ثواني)
  - بالشراكة مع (جورج سانت بيير) ثاني أطول سلسلة عدم هزيمة في تاريخ فئة وزن الوسط في يو إف سي (12)
- الجمعية البريطانية لفنون القتال المختلطة
  - الجمعية البريطانية لفنون القتال المختلطة بطولة آر دي إكس لوزن الوسط (مرة واحدة، سابقًا)
    - دفاع واحد ناجح عن اللقب
- أم أم أيه جونكي
  - أفضل ضربة قاضية في شهر أغسطس 2022 ضد كامارو عثمان[25]
- إي إس بي إن
  - أفضل ضربة قاضية في العام 2022 ضد كامارو عثمان[26]
- كايج سايد بريس
  - عودة العام 2022 ضد كامارو عثمان[27]
  - أفضل ضربة قاضية في العام 2022 ضد كامارو عثمان، بالشراكة مه مايكل تشاندلر[28]

## سجل فنون القتال المختلطة
| السجل المهني |        |         |
| 27 نزال      | 22 فوز | 4 خسارة |
| ضربة قاضية   | 7      | 0       |
| إخضاع        | 3      | 0       |
| قرار القضاة  | 12     | 3       |
| إقصاء        | 0      | 1       |
| بدون قرار    | 1      | 1       |

| النتيجة | السجل    | الخصم             | الطريقة                     | الحدث                                          | التاريخ        | الجولة | الوقت | المكان                                 | الملاحظات                                                                                            |
| ------- | -------- | ----------------- | --------------------------- | ---------------------------------------------- | -------------- | ------ | ----- | -------------------------------------- | --- |
| خسر     | 22–4 (1) | بلال محمد         | قرار الحكام (بالإجماع)      | يو إف سي 304                                   | 27 يوليو 2024  | 5      | 5:00  | مانشستر، إنجلترا                       | خسر لقب بطولة يو إف سي لوزن الوسط.                                                                   |
| فاز     | 22–3 (1) | كولبي كوفنغتون    | قرار الحكام (بالإجماع)      | يو إف سي 296                                   | 16 ديسمبر 2023 | 5      | 5:00  | لاس فيغاس، نيفادا، الولايات المتحدة    | دافع عن لقب بطولة يو إف سي لوزن الوسط.                                                               |
| فاز     | 21–3 (1) | كامارو عثمان      | قرار الحكام (بالأغلبية)     | يو إف سي 286                                   | 18 مارس 2023   | 5      | 5:00  | لندن، إنجلترا                          | دافع عن لقب بطولة يو إف سي لوزن الوسط. تم خصم نقطة واحدة من إدواردز في الجولة 3 بسبب التمسك بالسياج. |
| فاز     | 20–3 (1) | كامارو عثمان      | ضربة قاضية (ركلة للرأس)     | يو إف سي 278                                   | 20 أغسطس 2022  | 5      | 4:04  | سولت لايك سيتي، يوتا، الولايات المتحدة | فاز بلقب بطولة يو إف سي لوزن الوسط. أداء الليلة.                                                     |
| فاز     | 19–3 (1) | نات دياز          | قرار الحكام (بالإجماع)      | يو إف سي 263                                   | 12 يونيو 2021  | 5      | 5:00  | غلانديل، أريزونا، الولايات المتحدة     | |
| ب.ق     | 18–3 (1) | بلال محمد         | ب.ف (وكزة للعين بالخطأ)     | يو إف سي ليلة القتال: إدواردز ضد محمد          | 13 مارس 2021   | 2      | 0:18  | لاس فيغاس، نيفادا، الولايات المتحدة    | وكزة بالعين بالخطأ جعلت بلال غير قادر على الاستمرار.                                                 |
| فاز     | 18–3     | رافاييل دوس أنجوس | قرار الحكام (بالإجماع)      | يو إف سي على إي إس بي إن: دوس أنجوس ضد إدواردز | 20 يوليو 2019  | 5      | 5:00  | سان أنطونيو، تكساس، الولايات المتحدة   | |
| فاز     | 17–3     | جونار نيلسون      | قرار الحكام (بالانقسام)     | يو إف سي ليلة القتال: تيل ضد ماسفيدال          | 16 مارس 2019   | 3      | 5:00  | لندن، إنجلترا                          | |
| فاز     | 16–3     | دونالد سيروني     | قرار الحكام (بالإجماع)      | يو إف سي ليلة القتال: كاوبوي ضد إدواردز        | 23 يونيو 2018  | 5      | 5:00  | كالانغ، سنغافورة                       | |
| فاز     | 15–3     | بيتر سوبوتا       | ضربة فنية قاضية (باللكمات)  | يو إف سي ليلة القتال: ويردوم ضد فولكوف         | 17 مارس 2018   | 3      | 4:59  | لندن، إنجلترا                          | |
| فاز     | 14–3     | بريان باربيرينا   | قرار الحكام (بالإجماع)      | يو إف سي ليلة القتال: فولكوف ضد ستروف          | 2 سبتمبر 2017  | 3      | 5:00  | روتردام، هولندا                        | |
| فاز     | 13–3     | فنسنت لوك         | قرار الحكام (بالإجماع)      | يو إف سي ليلة القتال: مانوا ضد أندرسون         | 18 مارس 2017   | 3      | 5:00  | لندن، إنجلترا                          | |
| فاز     | 12–3     | ألبرت تومينوف     | إخضاع (خنق خلفي عاري)       | يو إف سي 204                                   | 8 أكتوبر 2016  | 3      | 3:01  | مانشستر، إنجلترا                       | |
| فاز     | 11–3     | دومينيك ووترز     | قرار الحكام (بالإجماع)      | يو إف سي ليلة القتال: أوفريم ضد أرلوفسكي       | 8 مايو 2016    | 3      | 5:00  | روتردام، هولندا                        | |
| خسر     | 10–3     | كامارو عثمان      | قرار الحكام (بالإجماع)      | يو إف سي على فوكس: دوس أنجوس ضد كاوبوي 2       | 19 ديسمبر 2015 | 3      | 5:00  | أورلاندو فلوريدا، الولايات المتحدة     | |
| فاز     | 10–2     | باول بافلاك       | قرار الحكام (بالإجماع)      | يو إف سي ليلة القتال: بيسبنغ ضد ليتس           | 18 يوليو 2015  | 3      | 5:00  | غلاسكو، إسكتلندا                       | |
| فاز     | 9–2      | سيث باتشينسكي     | ضربة قاضية (باللكمات)       | يو إف سي ليلة القتال: جونزاغا ضد كرو كوب 2     | 11 أبريل 2015  | 1      | 0:08  | كراكوف، بولندا                         | أداء الليلة.                                                                                         |
| خسر     | 8–2      | كلاوديو سيلفا     | قرار الحكام (بالانقسام)     | يو إف سي ليلة القتال: شوغون ضد سانت بريوكس     | 8 نوفمبر 2014  | 3      | 5:00  | أوبرلانديا، البرازيل                   | |
| فاز     | 8–1      | شون تايلور        | ضربة قاضية (لكمة)           | الجمعية البريطانية لفنون القتال المختلطة 16    | 13 سبتمبر 2014 | 3      | 3:30  | مانشستر، إنجلترا                       | دافع عن لقب بطولة الجمعية البريطانية لفنون القتال المختلطة لوزن الوسط.                               |
| فاز     | 7–1      | واين موري         | إخضاع (خنق خلفي عاري)       | الجمعية البريطانية لفنون القتال المختلطة 15    | 5 مايو 2014    | 3      | 3:13  | هاكني ويك، إنجلترا                     | فاز بلقب بطولة الجمعية البريطانية لفنون القتال المختلطة لوزن الوسط.                                  |
| فاز     | 6–1      | ويندل لويس        | ضربة قاضية (باللكمات)       | الجمعية البريطانية لفنون القتال المختلطة 14    | 14 ديسمبر 2013 | 1      | 1:20  | برمنغهام، إنجلترا                      | |
| فاز     | 5–1      | آدم بوسيف         | إخضاع (خنق مثلث الذراع)     | الجمعية البريطانية لفنون القتال المختلطة 13    | 13 سبتمبر 2013 | 1      | 2:10  | برمنغهام، إنجلترا                      | |
| فاز     | 4–1      | جوناثان بيلتون    | ضربة فنية قاضية (بالركبتين) | الجمعية البريطانية لفنون القتال المختلطة 11    | 1 ديسمبر 2012  | 2      | 1:11  | برمنغهام، إنجلترا                      | |
| فاز     | 3–1      | كريج وايت         | قرار فني                    | إس إيه إتش 14: القوة والشرف 14                 | 3 نوفمبر 2012  | 2      | 5:00  | إكستر، إنجلترا                         | |
| خسر     | 2–1      | ديلروي ماكدويل    | بالإقصاء (ركبة غير شرعية)   | فايت يو كيه إم إم إيه: فايت يو كيه 6           | 25 فبراير 2012 | 3      | 2:40  | ليستر، إنجلترا                         | العودة إلى وزن الوسط.                                                                                |
| فاز     | 2–0      | باول زويفكا       | قرار الحكام (بالإجماع)      | فايت يو كيه إم إم إيه: فايت يو كيه 5           | 19 نوفمبر 2011 | 3      | 5:00  | ليستر، إنجلترا                         | أول ظهور في الوزن المتوسط.                                                                           |
| فاز     | 1–0      | داميان زلوتنيكي   | ضربة قاضية (باللكمات)       | فايت يو كيه إم إم إيه: فايت يو كيه 4           | 5 يونيو 2011   | 1      | 2:15  | ليستر، إنجلترا                         | أول ظهور في وزن الوسط.                                                                               |

## نزالات الدفع مقابل المشاهدة
| #  | الحدث        | النزال              | التاريخ        | المكان          | المدينة                                | المبلغ      |
| -- | ------------ | ------------------- | -------------- | --------------- | -------------------------------------- | ----------- |
| 1. | يو إف سي 278 | عثمان ضد إدواردز 2  | 20 أغسطس 2022  | فيفينت أرينا    | سولت لايك سيتي، يوتا، الولايات المتحدة | لم يُكشف عنه |
| 2. | يو إف سي 286 | إدواردز ضد عثمان 3  | 18 مارس 2023   | ذا أوه2 أرينا   | لندن، إنجلترا، المملكة المتحدة         | لم يُكشف عنه |
| 3. | يو إف سي 296 | إدواردز ضد كوفنغتون | 16 ديسمبر 2023 | تي موبايل أرينا | لاس فيغاس، نيفادا، الولايات المتحدة    | لم يُكشف عنه |
| 4. | يو إف سي 304 | إدواردز ضد محمد 2   | 27 يوليو 2024  | كو أوب لايف     | مانشستر، إنجلترا، المملكة المتحدة      | لم يُكشف عنه |

## وصلات خارجية
- ليون إدواردز على موقع يو إف سي (الإنجليزية)
- ليون إدواردز على موقع شيردوغ (الإنجليزية)
- ليون إدواردز على موقع Tapology.com (الإنجليزية)
- ليون إدواردز على موقع فايت ماتريكس (الإنجليزية)
- ليون إدواردز على موقع إي إس بي إن (الإنجليزية)
- ليون إدواردز على موقع IMDb (الإنجليزية)
- ليون إدواردز على موقع ميوزك برينز (الإنجليزية)
- ليون إدواردز على موقع قاعدة بيانات الفيلم (الإنجليزية)